# Gottland

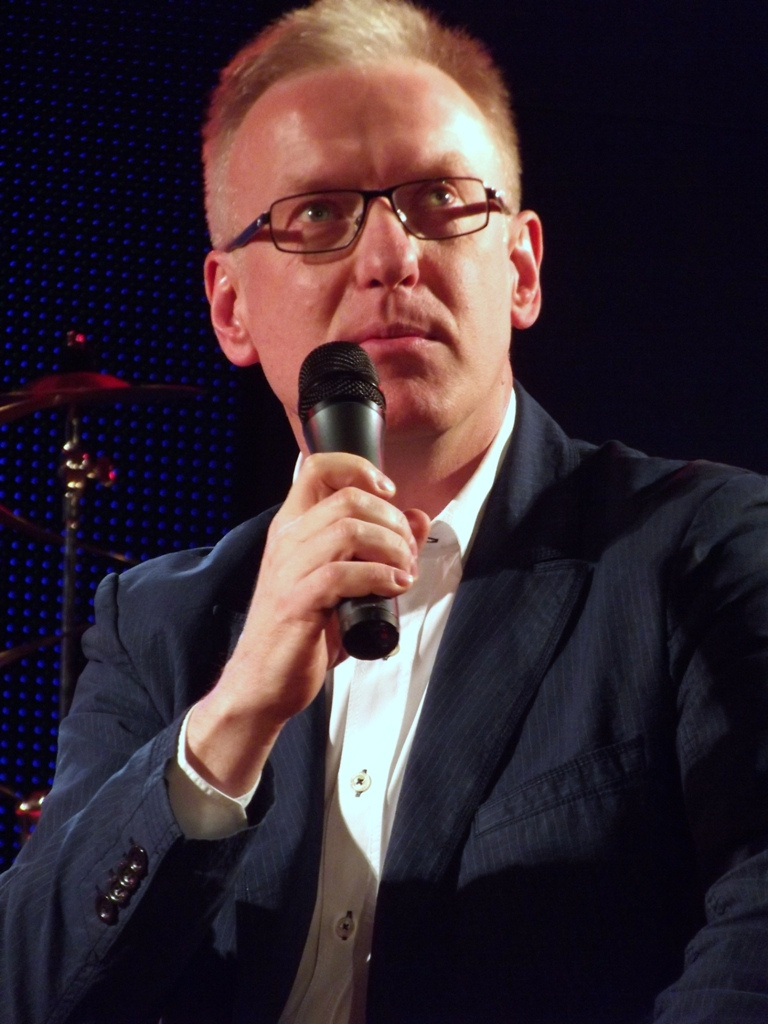
Mariusz Szczygieł – autor książki

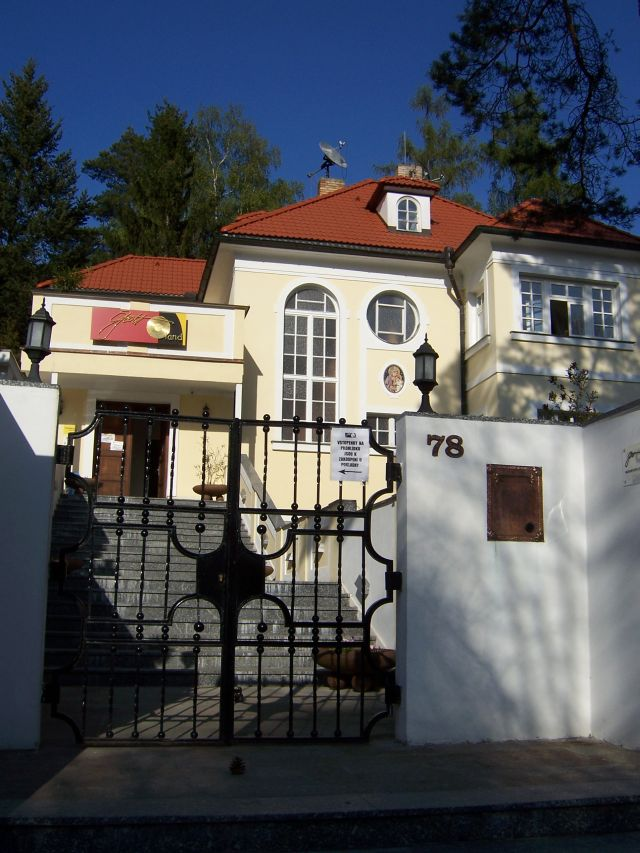
Gottland – Muzeum Karela Gotta funkcjonujące w latach 2006–2009 we wsi Jevany koło Pragi

Gottland – zbiór reportaży Mariusza Szczygła poświęconych Czechom, wydany w 2006 przez Wydawnictwo Czarne; wybór czytelników Nagrody „Nike” 2007, uhonorowany Nagrodą im. Beaty Pawlak 2007 oraz Europejską Nagrodą Książkową 2009.

## Treść książki
Szczygieł, w swych stojących na pograniczu felietonów, esejów oraz reportażu tekstach, portretuje znanych i nieznanych Czechów oraz ich trudne losy w Czechosłowacji, a potem Czechach, m.in.:
- czeskiego piosenkarza Karela Gotta
- piosenkarki Helenę Vondráčkovą i Martę Kubišovą
- aktorkę Lídę Baarovą, kochankę Josepha Goebbelsa
- zakazanego w Czechosłowacji pisarza Jana Procházkę
- Otakara Šveca, twórcę największego pomnika Stalina na świecie
- lekarkę i działaczkę opozycji, a następnie polityk Jaroslavę Moserovą
- rodzinę przedsiębiorców, założycieli przedsiębiorstwa Bata.

## Reakcje i odbiór
Książka okazała się wielkim sukcesem wydawniczym zarówno w Polsce, jak i Czechach (wyd. 2007), ukazała się także po niemiecku (2008), francusku (2008), węgiersku (2009), włosku (2009), rosyjsku (2009), ukraińsku (2010), hiszpańsku (2011), słoweńsku (2012), serbsku (2013), bułgarsku (2013), angielsku (2014) i rumuńsku (2014). W 2010 r. ukazało się po polsku wydanie rozszerzone. Autorką czeskiego tłumaczenie jest Helena Stachová, znana czytelnikom Szczygła m.in. z książki Zrób sobie raj.
W 2011 r. Czechach na podstawie „Gottlandu” powstały spektakle teatralne wystawiane w Pradze i Ostrawie. W 2013 r. spektakl miał premierę w chorzowskim Teatrze Rozrywki.
W 2014 r. studenci praskiej akademii filmowej nakręcili 100-minutowy film dokumentalny bazujący na książce. Dzieło pięciu młodych reżyserów nie sprostało wielkości pierwowzoru

### Recenzje
Agnieszka Holland określiła „Gottland” jako „świetną książkę” i „potwornie przygnębiającą panoramę czeskich losów XX wieku”. Napisała też: „To, co mnie zawsze w czeskim losie pociągało, to nieustanna, dynamiczna, tragiczna i zarazem śmieszna niejednoznaczność. Mariusz Szczygieł wychodzi z tradycji polskiego reportażu i na tę właśnie niejednoznaczną czeskość nakłada swoją metodę. Efekt jest bardzo mocny, oryginalny, zaskakujący”.
Andrzej Lam zauważył, że „swoim pisarstwem Szczygieł przedłuża najlepsze cechy polskiej szkoły reportażu. Odznacza się ona literacką wyrazistością szczegółu, który łatwo się symbolizuje, absolutną wiarygodnością i szacunkiem dla inteligencji czytelnika”. Dodał, że dzięki temu „powstała książka ważna, pokazująca punkty wspólne odmiennego doświadczenia, może po raz pierwszy tak wyraźnie w naszej historii”.
Adam Michnik w ocenie książki użył słów, takich jak „mądra, ciekawa i potrzebna, (...) pasjonująca”.
Marek Radziwon zwrócił uwagę na to, że Szczygieł spisuje historie jak reporter, „ale w końcu po zebraniu całego materiału zachowuje się jak pisarz, pisze bardziej opowiadanie dokumentalne niż klasyczny reportaż prasowy i pozwala sobie w zindywidualizowanym stylu i w formie na znacznie więcej, niż pozwoliłaby mu jakakolwiek gazeta”, a losy bohaterów książki określa jako „poruszające”.
Aleksander Kaczorowski w recenzji dla Gazety Wyborczej stwierdził, że „Gottland” to „książka, za którą [Szczygieł] powinien otrzymać honorowe obywatelstwo Republiki Czeskiej”. W swej recenzji pisał także: „Na uwagę zasługuje znakomity styl i konstrukcja tych reportaży, które niekiedy bardziej przypominają esej lub opowiadanie. Krótkie zdania i akapity, częste dialogi, niezawodne wyczucie pointy to żelazne atrybuty pisarstwa Szczygła. (...) Każdy, kto wybiera się do Czech nie tylko na piwo, powinien zabrać ze sobą tę książkę”.
W posłowiu niemieckiego wydania Martin Pollack napisał: „To, jak Mariusz Szczygieł montuje z pojedynczych fragmentów, wspomnień, dialogów, przypadkowych zdarzeń i anegdot, swoje ironiczne, zabawne, potem znów smutne do łez kolaże, można nazwać jedynie wirtuozerią – to prawdziwa lekcja reportażu literackiego”.

## Nagrody i wyróżnienia
Rok 2007
- finalista Nagrody „Nike”[11]
- wybór czytelników Nagrody „Nike”[11]
- Nagroda im. Beaty Pawlak[4],
- Warszawska Premiera Literacka: książka lutego[4],
- Warszawska Premiera Literacka: książka roku[4],
- Nagroda Krajowego Klubu Reportażu[4],
- finalista Nagrody Literackiej Europy Środkowej „Angelus”[4]

Rok 2009
- Nagroda Unii Europejskiej – Europejska Nagroda Książkowa[14],
- Prix Amphi[15] dla Mariusza Szczygła i jego francuskiej tłumaczki Margot Carlier[16].